# Rotterdamse trolleybus

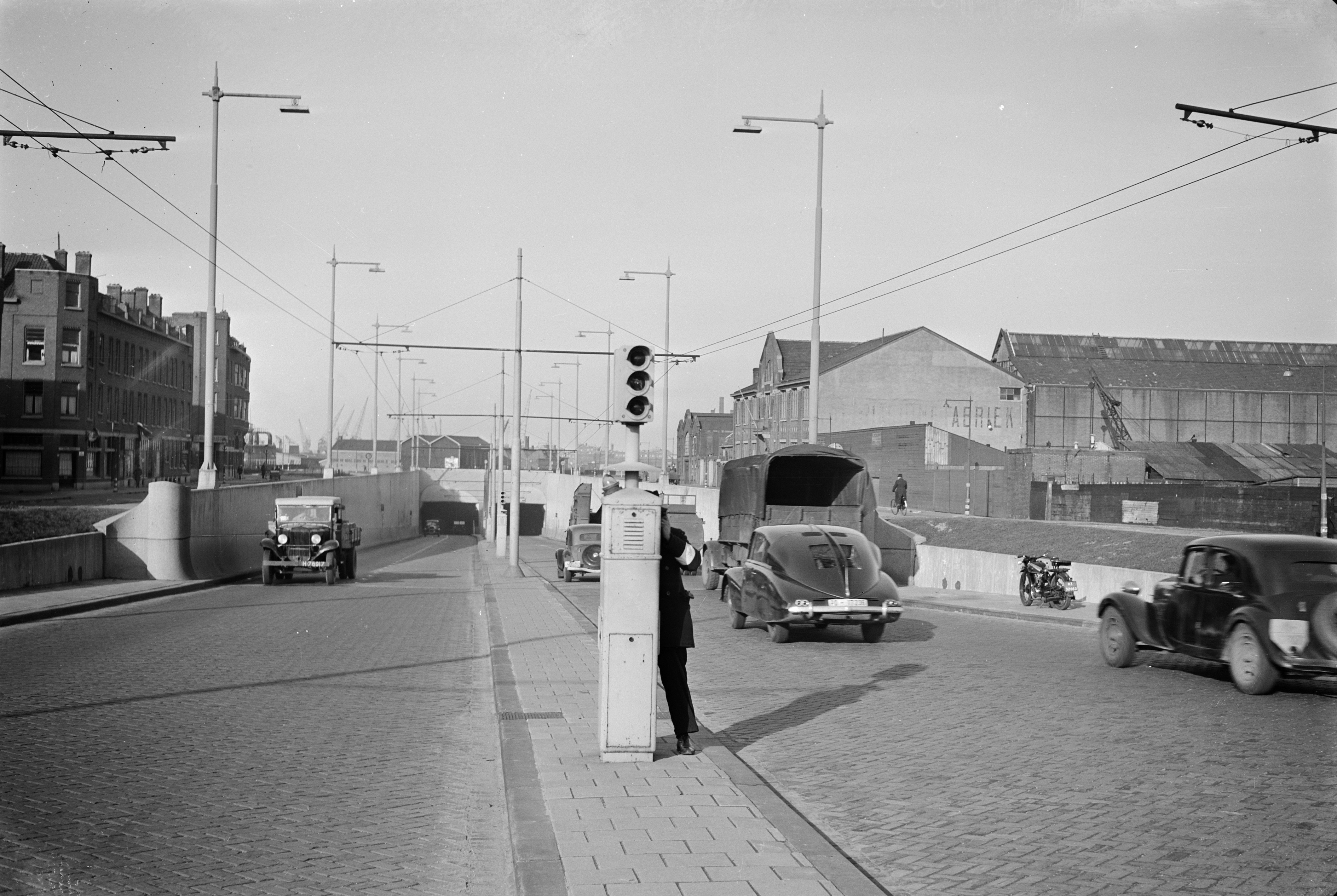
Bovenleiding van de trolleybus bij de Maastunnel, 1946

De Rotterdamse trolleybus was een project van de NSB-directie van de Rotterdamse stadsvervoerder RET gedurende de Tweede Wereldoorlog.
In de loop van de oorlog kwam het Rotterdams busnet tot stilstand door brandstoftekorten. Deels werd dit opgelost door bussen uit te rusten met houtgasgeneratoren, maar deze bussen hadden onvoldoende vermogen om de in 1942 geopende Maastunnel te passeren. Buslijn N tussen de Rochussenstraat en de Boergoense Vliet werd in 1943 noodgedwongen stilgelegd.
In 1943 werd gestart met de voorbereidingen voor een nieuwe trolleybuslijn 31 tussen de Rochussenstraat en de Boergoense Vliet. Omdat vanwege de oorlog de deviezen ontbraken om nieuwe bussen aan te schaffen werden door de RET bestaande Kromhout-Verheul bussen omgebouwd tot trolleybus met elektrische installaties van de Zwitserse fabrikant Oerlikon. In mei 1944 vonden proefritten plaats.
In september 1944 werd de Maastunnel door de Duitse bezetter voorzien van springladingen, waarvoor de bovenleiding van de trolleybus werd gebruikt. Tot een exploitatie is het toen niet gekomen.
Na de bevrijding besloot de RET niet door te gaan met de trolleybusplannen. De elektrische installaties van Oerlikon werden verkocht aan het Groningse trolleybusbedrijf en ingebouwd in nieuwe Kromhout/Verheul-trolleybussen. De bovenleidingen werden in 1946 verwijderd.